# Trond Einar Elden
Trond Einar Elden (Namdalseid, 21 febbraio 1970) è un ex sciatore nordico norvegese attivo sia nello sci di fondo sia nella combinata nordica, disciplina nella quale colse i maggiori successi.
È fratello del combinatista nordico Bård Jørgen, a sua volta sciatore nordico di alto livello.

## Biografia
In Coppa del Mondo di combinata nordica esordì il 12 marzo 1988 a Falun (11°), ottenne il primo podio il 7 gennaio 1989 a Schonach (3°) e la prima vittoria il 3 marzo successivo a Oslo. Concluse la sua carriera nella combinata nordica con la stagione 1999-2000; da quella successiva si dedicò allo sci di fondo, specializzandosi nelle gare sprint. In Coppa del Mondo esordì il 17 dicembre 2000 a Brusson (6°) e ottenne il primo podio il 4 febbraio 2001 a Nové Město na Moravě (2°).
In carriera prese parte a tre edizioni dei Giochi olimpici invernali, Albertville 1992 (9° nell'individuale di combinata nordica, 2° nella gara a squadre di combinata nordica), Lillehammer 1994 (8° nell'individuale di combinata nordica) e Salt Lake City 2002 (15° nella sprint di sci di fondo), e a sei dei Campionati mondiali, vincendo cinque medaglie.

## Palmarès

### Combinata nordica

#### Olimpiadi
- 1 medaglia:
  - 1 argento (gara a squadre ad Albertville 1992)

#### Mondiali
- 5 medaglie:
  - 2 ori (individuale, gara a squadre a Lahti 1989)
  - 2 argenti (gara a squadre a Falun 1993; gara a squadre a Ramsau am Dachstein 1999)
  - 1 bronzo (individuale a Falun 1993)

#### Mondiali juniores
- 5 medaglie:
  - 5 ori (gara a squadre a Saalfelden 1988; individuale, gara a squadre a Vang/Hamar 1989; individuale, gara a squadre a Štrbské Pleso 1990)

#### Coppa del Mondo
- Miglior piazzamento in classifica generale: 3º nel 1991
- 16 podi (tutti individuali):
  - 5 vittorie
  - 2 secondi posti
  - 9 terzi posti

##### Coppa del Mondo - vittorie
| Data          | Località | Nazione   | Trampolino        | Spec.       |
| ------------- | -------- | --------- | ----------------- | ----------- |
| 3 marzo 1989  | Oslo     | Norvegia  | Holmenkollen K105 | IN LH/15 km |
| 11 marzo 1989 | Falun    | Svezia    | Lugnet K89        | IN NH/15 km |
| 2 marzo 1991  | Lahti    | Finlandia | Salpausselkä K90  | IN NH/15 km |
| 8 marzo 1991  | Falun    | Svezia    | Lugnet K89        | IN NH/15 km |
| 15 marzo 1991 | Oslo     | Norvegia  | Holmenkollen K105 | IN LH/15 km |

Legenda:

IN = individuale Gundersen

NH = trampolino normale

LH = trampolino lungo

### Sci di fondo

#### Coppa del Mondo
- Miglior piazzamento in classifica generale: 27º nel 2001
- 2 (entrambi individuali):
  - 2 secondi posti

## Riconoscimenti
Elden ha vinto la medaglia Holmenkollen nel 1991 (condivisa con Vegard Ulvang, Ernst Vettori e Jens Weißflog).